# Diecezja Blumenau
Diecezja Blumenau (łac. Dioecesis Florumpratensis) – diecezja Kościoła rzymskokatolickiego w Brazylii. Należy do metropolii Joinville i wchodzi w skład regionu kościelnego Sul IV. Została erygowana przez papieża Jana Pawła II bullą Venerabiles Fratres w dniu 19 kwietnia 2000.

## Główne świątynie
- Katedra: Katedra św. Pawła Apostoła w Blumenau

## Biskupi diecezjalni
- Angélico Sândalo Bernardino (2000–2009)
- Giuseppe Negri PIME (2009–2014)
- Rafael Biernaski (od 2015)